# Zafarābād
Zafarābād är en ort i Indien.   Den ligger i distriktet Jaunpur och delstaten Uttar Pradesh, i den centrala delen av landet, 600 km sydost om huvudstaden New Delhi. Zafarābād ligger 86 meter över havet och antalet invånare är 9 106.
Terrängen runt Zafarābād är mycket platt. Runt Zafarābād är det mycket tätbefolkat, med 1 313 invånare per kvadratkilometer. Närmaste större samhälle är Jaunpur, 7,7 km nordväst om Zafarābād. Trakten runt Zafarābād består till största delen av jordbruksmark.